# Episinus albescens
Episinus albescens är en spindelart som beskrevs av Denis 1965. Episinus albescens ingår i släktet Episinus och familjen klotspindlar.
Artens utbredningsområde är Frankrike. Inga underarter finns listade i Catalogue of Life.